# Juanita Feldhahn
Juanita Ruth Feldhahn (nascida em 7 de junho de 1973) é uma ex-ciclista australiana que competiu nos Jogos Olímpicos de Verão de 2000, representando a Austrália na prova de estrada.